# Mönchstraße 54 (Stralsund)
Das Gebäude Mönchstraße 54 in Stralsund ist ein denkmalgeschütztes Bauwerk in der Mönchstraße.

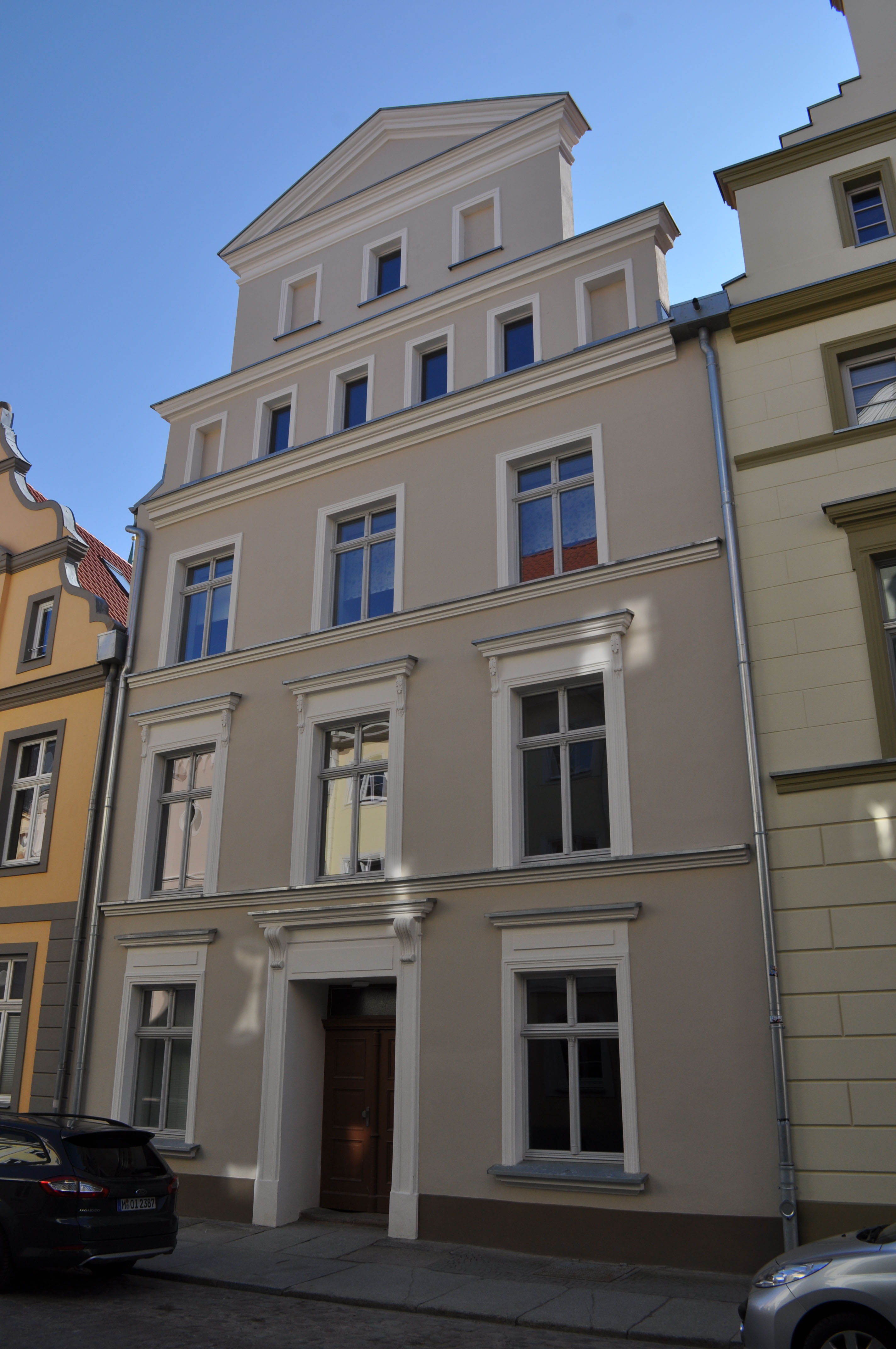
Haus Mönchstraße 54 in Stralsund (2012)

Das dreigeschossige, dreiachsige Giebelhaus stammt im Kern aus dem Mittelalter. Es wurde im 19. Jahrhundert erneuert und erhielt dabei die heutige Putzfassade, die durch Gurtgesimse geprägt wird. Der zweigeschossige Giebel trägt einen breiten, dreieckigen Aufsatz. Im ersten Obergeschoss ist ein Spiegelsaal mit Stuckdecke vorhanden. Ein Kemladen an der Hofseite stammt aus dem 18. Jahrhundert.
Das Haus im Kerngebiet des von der UNESCO als Weltkulturerbe anerkannten Stadtgebietes des Kulturgutes „Historische Altstädte Stralsund und Wismar“ ist in die Liste der Baudenkmale in Stralsund eingetragen.